# شوكر
شوكر (بالسنسكريتية: शुक्र) و(بالإنجليزية: Shukra)‏، هي كلمة سنسكريتية تعني "واضح" أو "مشرق". كما أن لها معاني أخرى، مثل اسم سلالة قديمة من الحكماء الذين قدموا النصح للأسورات في التاريخ الفيدى. وفي أساطير العصور الوسطى وعلم التنجيم الهندوسي، يشير المصطلح إلى كوكب الزهرة، وهو أحد النافاغرها.